# Draconarius papai
Draconarius papai là một loài nhện trong họ Amaurobiidae.
Loài này thuộc chi Draconarius. Draconarius papai được miêu tả năm 2006 bởi Chami-Kranon, Sonthichai & Jia-Fu Wang.